# 脇坂安治

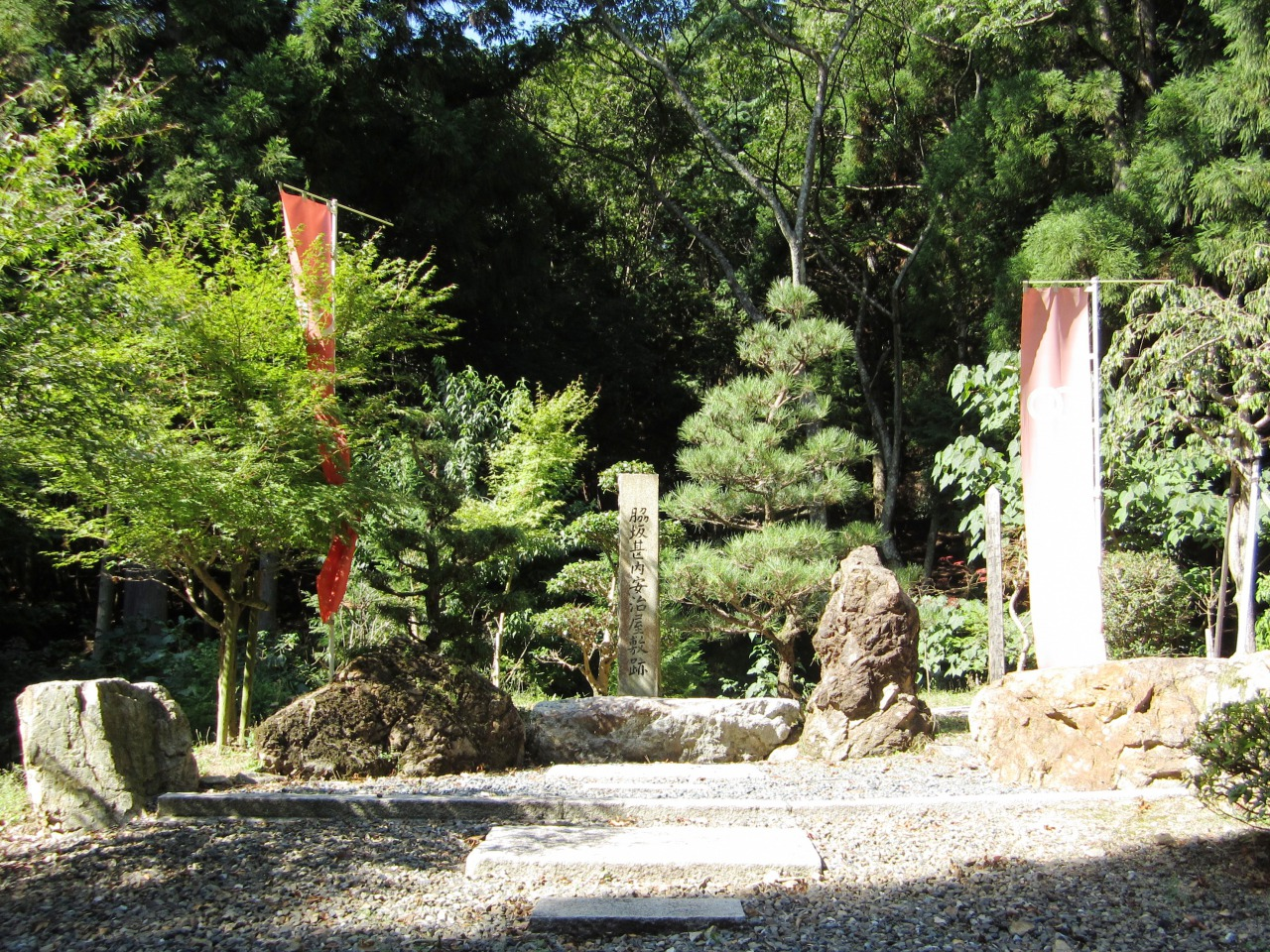
滋賀県長浜市小谷丁野町の脇坂甚内安治屋敷跡（脇坂安治生誕地）

脇坂 安治（わきざか やすはる）は、安土桃山時代から江戸時代にかけての武将・大名。賤ヶ岳の七本槍の一人。淡路国洲本藩主、伊予国大洲藩初代藩主。龍野藩脇坂家初代。官位は従五位下・中務少輔、淡路守。家紋は「輪違い」。

## 生涯

### 前半生
脇坂氏は近江国東浅井郡脇坂野に居住し、その土地の名から脇坂と称した。
天文23年（1554年）、近江浅井郡脇坂庄で誕生。
脇坂安明の妻田附景治(春)の妹が田附源(孫)左衛門との間にもうけていた安治を長男として安明の養子に迎え入れた。
始め浅井長政に仕えたが、天正元年（1573年）の浅井氏滅亡以後は、織田家に属し、明智光秀の与力として黒井城の戦いなどで功を立てる。丹波の赤鬼といわれた敵将・赤井直正から武勇を賞され、末期に家宝の貂の皮の槍鞘を拝領した（これ以降「貂の皮」は脇坂家を暗喩することになる。脇坂安董の項参照）。しかし、この逸話は、貂の皮由来記に顛末が記されているが、当時の安治の身分と活躍する内容が合わず、脇坂家の馬印貂の皮の価値を高めるために後世に創作されたものと考えられる。
後に、羽柴秀吉に自ら頼み込んで家臣となる。その後は播磨国の三木城、神吉城攻めなど、秀吉の諸戦に従軍して功を重ねた。天正4年（1576年）には150石を与えられ、天正6年（1578年）の三木城攻めでは秀吉より白輪違紋入りの赤母衣を賜り、以後家紋とした。天正10年（1582年）には明石郡30石の加増を受けた。ただし、明石郡30石の加増を受けたというのは、秀吉の書状のみからしか伺うことができず、脇坂家譜には記述がない。

### 天下統一までの活躍
天正11年（1583年）、賤ヶ岳の戦いで福島正則や加藤清正らと共に活躍し、賤ヶ岳の七本槍の1人に数えられ、その戦功により山城国に3,000石を与えられた。この戦いの折、柴田勝政を討ち取ったという説がある。

輪違い

小牧・長久手の戦いでは伊勢国・伊賀国方面で滝川雄利の伊賀上野城を攻略するなどの手柄をあげ、天正13年（1585年）5月、秀吉より摂津国能勢郡に1万石を与えられた。8月に大和国高取で2万石、10月には淡路洲本で3万石を与えられた。
その後は加藤嘉明や九鬼嘉隆らと共に水軍衆の指揮官を務め、九州征伐、小田原征伐や朝鮮出兵などに従軍した。九州征伐では、豊前国に到着後、臼杵城の大友宗麟の許に兵糧米を輸送している。以後、秀吉の命で黒田孝高の指揮下に入っている（天正15年2月14日豊臣秀吉朱印状）。また、薩摩国の平佐城を小西行長らと共に攻撃開城させた。小田原征伐では海上から伊豆国下田城を攻め落とし、小田原城受け取りの検使を務めている。

### 朝鮮出兵
文禄の役では1,500人の動員を課せられ、当初は船手衆の1人として九州から釜山への海上輸送を担当するが後に陸戦兵力として投入された。文禄元年（1592年）6月に漢城近郊の龍仁を守備中に全羅道観察使の李洸などが率いる朝鮮軍約5万の大軍により攻撃を受けるが、機を制して夜襲を行い潰走させた。龍仁戦闘の直後の翌7月には李舜臣による朝鮮水軍の活動を抑えるために加藤嘉明、九鬼嘉隆と共に急遽連合水軍として編成されるが、功を逸って単独で抜け駆けした安治の1,500人の水軍は閑山島海戦で李舜臣に大敗した。以降は秀吉の戦術転換命令によって水陸防御作戦を実施して李舜臣の侵攻を何度も阻んだ（釜山浦海戦、熊川海戦、第二次唐項浦海戦、場門浦・永登浦海戦）。文禄2年（1593年）5月の第二次晋州城攻防戦では攻城軍に加わって陸上兵力（点呼員数900人）としても活躍している。
慶長の役では水軍配置となり1,200人の動員を課せられ、慶長2年（1597年）7月に戦われた漆川梁海戦では侵攻してきた元均率いる朝鮮水軍を逆襲により壊滅させた。日本軍の侵攻作戦が始まると水軍として進撃するが、8月の南原城攻略作戦では陸上兵力として使用された。全州会議に参加した後は再び水軍として引き続き朝鮮沿岸で活動し鳴梁海戦を戦った。第一次蔚山城の戦いにも加わり加藤清正の救援で武功を挙げる。これら朝鮮における一連の功績から、淡路内で預かっていた太閤蔵入地より3,000石を加増されて3万3,000石の大名となる。

### 関ヶ原の戦い

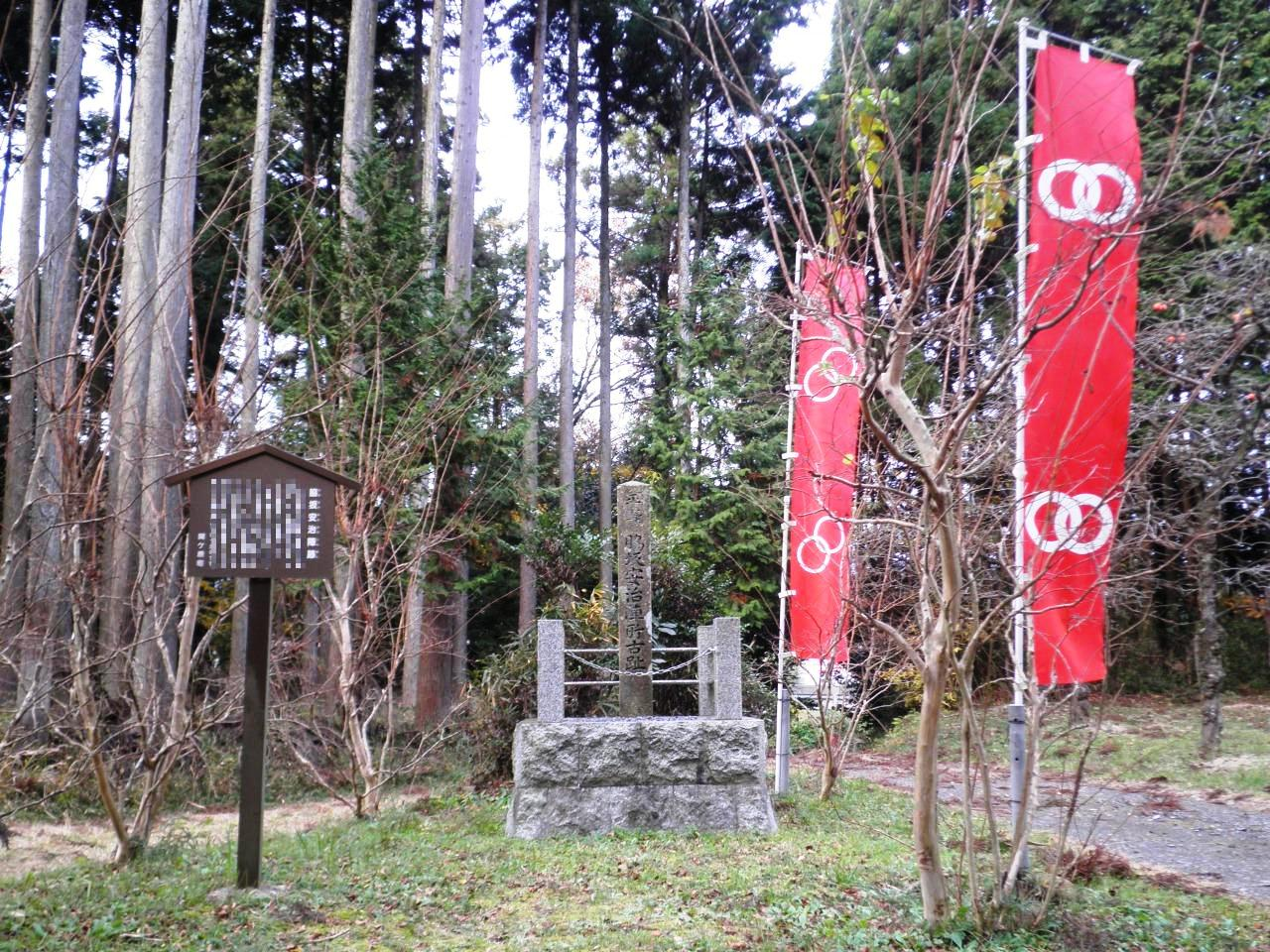
関ヶ原の戦いの脇坂安治陣跡（岐阜県不破郡関ケ原町）

秀吉の死後、徳川家康と前田利家が対立。安治は徳川邸に駆けつけた。
慶長5年（1600年）の会津征伐では、安治は大坂に留まり、次男・安元は関東に下向し徳川方に参陣しようとしたが、安元は関東へ向かう途中で、家康に対抗して挙兵した石田三成に遮られて已む無く、近江から大坂に戻ることになった。安元は家康に同行していた山岡景友に書状を送って事情を説明し、家康に味方する所存であることを伝えた｡家康から安元に返書が届き、安元の家康に対する忠節への謝意と、近いうちに上方へ向かう旨が記されていた（慶長5年8月1日 脇坂安元宛 徳川家康書状）。安治が大坂に滞在していたときに石田三成が挙兵したため、やむなく約1,000名の兵を率いて西軍に付いたとされる。渡邊大門によると前記の「慶長5年8月1日 脇坂安元宛 徳川家康書状」に言及した上で、「石田三成の挙兵時に、偶然に安治・安元父子が上方にいた故に脇坂家が西軍に属さざるを得なかった事情が考慮され、関ケ原の戦後処理で咎めを受けずに所領を安堵されたのだろう」という趣旨を述べている。
同年9月15日の関ケ原の戦いでは、約1千の兵を率いた安治は、東軍と内通の風聞があった小早川秀秋に備えて、朽木元綱、小川祐忠、赤座直保らと共に配置されていたが、午後に入り小早川隊が大谷吉継隊を攻撃するとそれに乗じて他の3将と共に東軍に寝返り、平塚為広・戸田勝成の両隊を壊滅させた。石田三成の居城・佐和山城攻略にも従軍した。関ケ原の戦後処理で元綱は減封、祐忠と直保は改易の処分を受けた。脇坂家は処分を受けずに所領を安堵された。藤堂高虎が事前に近江時代の人脈を大切にし安治や小川祐忠、朽木元綱、赤座直保らに対して、東軍への内応工作を行っており、戦の終結後、安治は東軍との仲介に感謝して高虎へ貞秀の太刀を送っている。また、家康から安治の旧領が安堵されたことも高虎の仲介によるものであった（「秘覚集」）。

### 晩年
慶長14年（1609年）9月、伊予大洲藩5万3,500石に加増移封された。安治の大洲への転封は、藤堂高虎の徳川家康への進言による可能性が極めて高いのである。高虎が大坂包囲網を実現する過程で、東国方面から紀伊半島を超えて紀淡海峡に進入する勢力に備えて配置された洲本城の存在が、目障りだと判断されたからである。高虎が家康の了解のもと、安治に加増を条件に大洲への転封に応じさせるとともに、洲本城本丸の建造物を移転させたと考えられている。戦争がなかったこの時期に、安治に2万石もの加増がなされた理由は、これ以外に考えられないといえる。慶長19年（1614年）からの大坂の陣では本人は参陣しなかったが、大坂冬の陣の際に次男・安元が幕府軍として八丁目口を担当し、大坂夏の陣では天王寺付近での戦闘で戦功を挙げた。元和元年（1615年）に次男・安元に家督を譲って隠居する。
その後は大洲を去って京都西洞院に住み、剃髪して臨松院と号した。寛永3年（1626年）8月6日に京都で死去。享年73。

## 人物・逸話

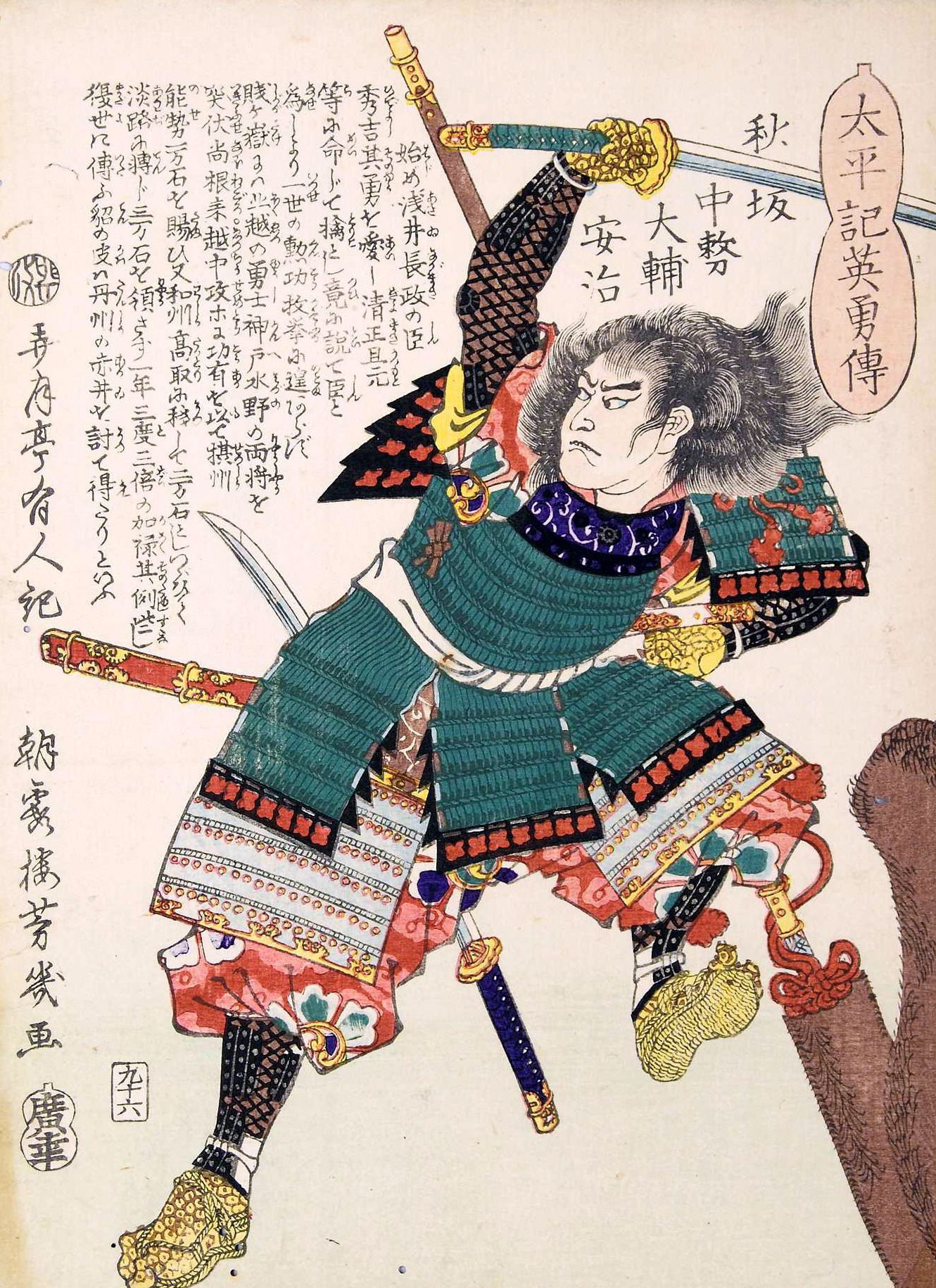
太平記英勇伝九十六：秋坂中務大輔安治（落合芳幾画）

- 賤ヶ岳の七本槍の中では最年長の武将である。福島、両加藤のような華々しい累進を遂げることはなかったが、直系の大名家がそのまま幕末まで存続した唯一の人物である。
- 中務少輔の時代に京都・伏見の宇治川支流の島のような場所に下屋敷を構えた。中務少輔を唐名で「中書」と呼んだことから、脇坂には「中書（ちゅうしょ）さま」という別名がつき、下屋敷のあった一帯を「中書島」と呼ぶようになったといわれる。
- 安治が父・安明のために建てた京都妙心寺の塔頭隣華院は、4代・脇坂安照まで脇坂家の菩提寺となった。
- 龍野神社では、安治を祭神として祀っており、安治が賤ヶ岳の戦いで使用したと伝えられる十文字槍が収められている。
- 2004 - 2005年に製作された韓国ドラマ『不滅の李舜臣』では、主役の李舜臣の日本側における最大の敵役（「日本水軍第一の名将」「日本軍最高の名将」扱い）として登場する。

## 系譜
- 父：脇坂安明
- 母：田付景治妹
- 正室：玄昌院 - 西洞院時当娘
  - 次男：脇坂安元（1584-1654）
- 側室
  - 六男：脇坂安総（?-1677）
- 生母不明の子女
  - 男子：脇坂安忠
  - 三男：脇坂安信（?-1637）
  - 男子：脇坂安重
  - 五男：脇坂安経（?-1632） - 脇坂安元の養子
  - 男子：脇坂安成
  - 女子：清水谷実任室
  - 女子：脇坂一盛室
  - 女子：脇坂一長室
  - 女子：田中安義室
  - 女子：脇坂安盛室
  - 女子：脇坂景直室
  - 女子：座光寺某室